# San-Gavino-di-Carbini
Pour les articles homonymes, voir San-Gavino.
San-Gavino-di-Carbini est une commune française située dans la circonscription départementale de la Corse-du-Sud et le territoire de la collectivité de  Corse. Le village appartient à la piève de Carbini, en Alta Rocca.

## Géographie
La commune de San Gavinu di Carbini a gardé la structure traditionnelle imposée par la transhumance. Un village de montagne et des zones de plaine (la "plage") permettant la transhumance.
On traversera donc la commune dans la montagne en allant de Levie à Zonza, mais aussi en remontant de Porto-Vecchio à Solenzara en bord de mer.
La commune de San Gavinu di Carbini offre donc une variété exceptionnelle de climat, de paysages, de faune et de flore corse, d'habitat et d'activités.
Le village désigne le cœur historique situé en montagne non loin des aiguilles de Bavella. Il se trouve non loin de l'autre important village de la commune, Gualdariccio.

## Urbanisme

### Typologie
Au 1er janvier 2024, San-Gavino-di-Carbini est catégorisée commune rurale à habitat dispersé, selon la nouvelle grille communale de densité à sept niveaux définie par l'Insee en 2022.
Elle est située hors unité urbaine. Par ailleurs la commune fait partie de l'aire d'attraction de Porto-Vecchio, dont elle est une commune de la couronne,. Cette aire, qui regroupe 10 communes, est catégorisée dans les aires de moins de 50 000 habitants,.

### Occupation des sols
L'occupation des sols de la commune, telle qu'elle ressort de la base de données européenne d’occupation biophysique des sols Corine Land Cover (CLC), est marquée par l'importance des forêts et milieux semi-naturels (87,9 % en 2018), une proportion sensiblement équivalente à celle de 1990 (88,6 %). La répartition détaillée en 2018 est la suivante : 
forêts (39,9 %), milieux à végétation arbustive et/ou herbacée (37,3 %), espaces ouverts, sans ou avec peu de végétation (10,7 %), zones agricoles hétérogènes (9,2 %), zones urbanisées (2,6 %), espaces verts artificialisés, non agricoles (0,3 %). L'évolution de l’occupation des sols de la commune et de ses infrastructures peut être observée sur les différentes représentations cartographiques du territoire : la carte de Cassini (XVIIIe siècle), la carte d'état-major (1820-1866) et les cartes ou photos aériennes de l'IGN pour la période actuelle (1950 à aujourd'hui).

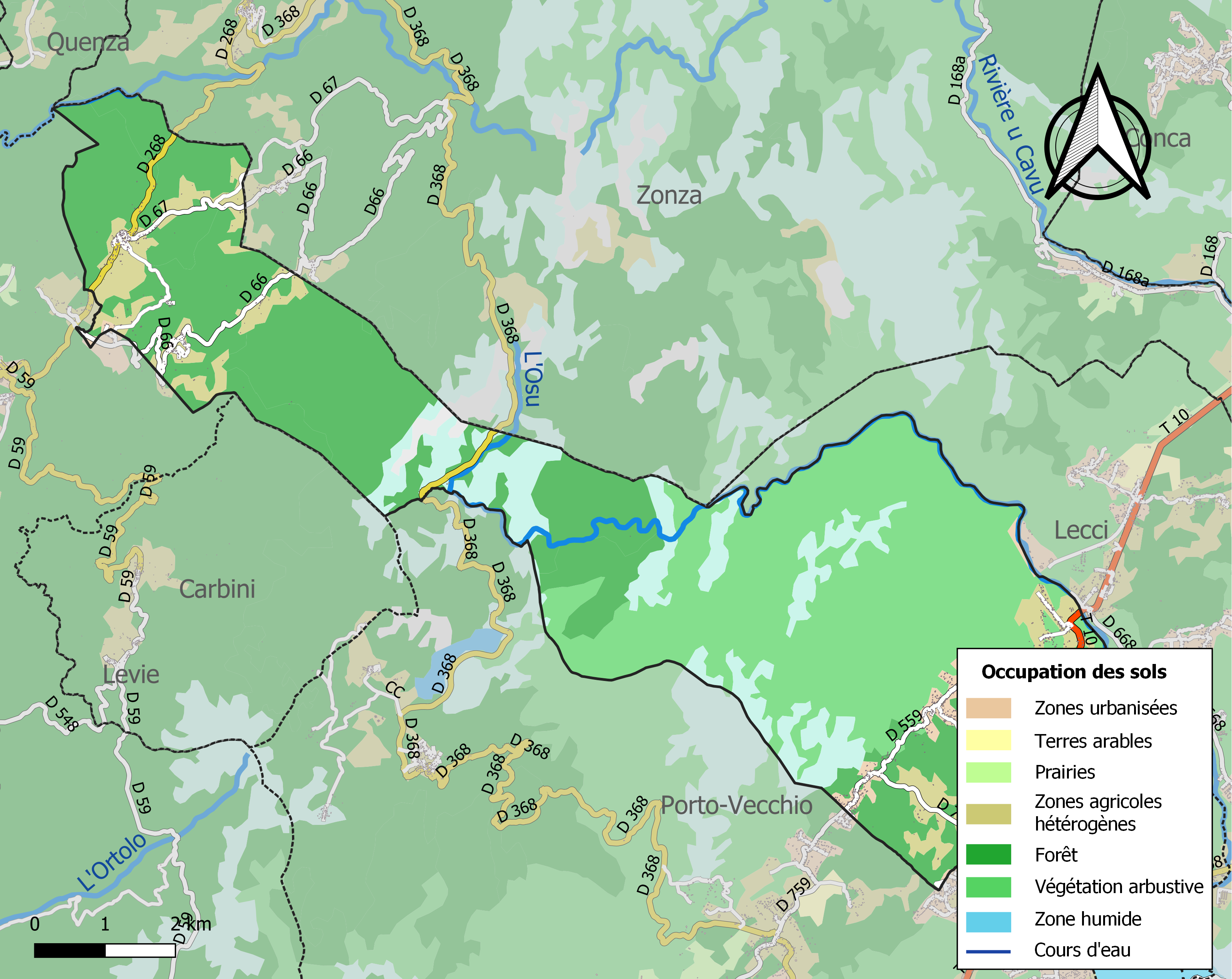
Carte des infrastructures et de l'occupation des sols de la commune en 2018 (CLC).

## Histoire
San Gavinu est impliquée dans des affrontements au XIVe siècle lors du mouvement des Giovannali dont foyer était situé à Carbini.
Des luttes se déroulent aussi lors de la conquête de l'île à la fin du XVIIIe siècle par la France.

### XIXesiècle
Le village est le théâtre de rivalités politiques et claniques, qui conduiront à  des meurtres et une longue vendetta auxquels il est mis fin par des traités de paix,.
L'exode rural massif de la dernière décennie du siècle envoie les San Gavinais dans le monde entier, et plus particulièrement dans les colonies d'Asie (Indochine) et d'Afrique (Maroc, Algérie, Tunisie...).

### Première Guerre mondiale
Plus de 10 000 Corses sont morts durant la Première Guerre mondiale, dont 30 originaires de  San-Gavino-di-Carbini.

### Seconde Guerre mondiale
San-Gavino-di-Carbini fut situé dans un foyer de résistance.
Des unités allemandes de retour du front russe sont stationnées à San Gavino di Carbini, elles seront versées dans la formation de la 16e Panzergrenadier Division SS Reichsführer-SS en octobre 1943 qui combattra les forces de libération franco - italiennes en Corse, puis fera plus de 2 000 victimes dans des massacres de civils en Italie en 1944.
Une zone de parachutage appelée "Jaguar" est constituée par l'hippodrome de Cinicia entre Levie et San Gavino di Carbini. Les largages (armes et munitions) sont effectués par les bombardiers Halifax du Special Duties 264 Squadron de la Royal Air Force basés à Blida (Algérie). Les  vols sont annoncés par message personnel de la BBC : " Que Jean retourne au village, nous irons le voir ce soir. Grand Père dit, mieux vaut tard que jamais.".
Le 18 août 1943 eut lieu une intervention des soldats italiens à la recherche de Paulin Colonna d'Istria. Des exactions et des violences furent commises.
Les 10 et 11 septembre 1943, les partisans attaquent un convoi allemand . Placide Gavion Pietri est abattu le 10 septembre à l'entrée nord du village,.
Le musée de la Résistance en Alta Rocca, situé à Zonza, retrace cette période.

### Événements récents
Le 8 septembre 2010 Jean-Toussaint Giorgi, entrepreneur de la région, est tué par balles à San Gavino di Carbini.
Le 19 juin 2011 Charles Pieri dit "le vieux" ex-dirigeant nationaliste du FLNC, recherché pour non-respect du contrôle judiciaire en libération conditionnelle, est arrêté au domicile d'une amie à San Gavino di Carbini où il séjournait.

## Politique et administration

### Liste des maires
| Période | Période  | Identité          | Étiquette | Qualité  |
| ------- | -------- | ----------------- | --------- | -------- |
| 2001    | En cours | Don Pierre Pietri | UMP-LR    | Retraité |

San-Gavino-di-Carbini fait partie du regroupement économique de la communauté de communes de l'Alta Rocca qui comprend quatorze communes : Altagène, Carbini, Cargiaca, Levie, Loreto di Tallano, Mela, Olmiccia, Quenza, Sainte Lucie de Tallano, San Gavino di Carbini, Serra di Scopamène, Sorbollano, Zonza, Zoza.
La commune est située au sein du parc naturel régional de Corse.

## Démographie
L'évolution du nombre d'habitants est connue à travers les recensements de la population effectués dans la commune depuis 1800. Pour les communes de moins de 10 000 habitants, une enquête de recensement portant sur toute la population est réalisée tous les cinq ans, les populations de référence des années intermédiaires étant quant à elles estimées par interpolation ou extrapolation. Pour la commune, le premier recensement exhaustif entrant dans le cadre du nouveau dispositif a été réalisé en 2007.

En 2022, la commune comptait 1 162 habitants, en évolution de +5,16 % par rapport à 2016 (Corse-du-Sud : +7,61 %, France hors Mayotte : +2,11 %).
| 1800 | 1806 | 1821 | 1831 | 1836 | 1841 | 1846 | 1851 | 1856 |
| ---- | ---- | ---- | ---- | ---- | ---- | ---- | ---- | ---- |
| 176  | 303  | 327  | 332  | 336  | 400  | 480  | 706  | 770  |

| 1861 | 1866 | 1872 | 1876 | 1881 | 1886 | 1891 | 1896 | 1901 |
| ---- | ---- | ---- | ---- | ---- | ---- | ---- | ---- | ---- |
| 801  | 691  | 708  | 759  | 770  | 671  | 709  | 772  | 923  |

| 1906 | 1911 | 1921  | 1926  | 1931  | 1936  | 1946  | 1954  | 1962 |
| ---- | ---- | ----- | ----- | ----- | ----- | ----- | ----- | ---- |
| 869  | 906  | 1 185 | 1 099 | 1 126 | 1 406 | 1 405 | 1 510 | 373  |

| 1968 | 1975 | 1982 | 1990 | 1999 | 2006 | 2007 | 2012  | 2017  |
| ---- | ---- | ---- | ---- | ---- | ---- | ---- | ----- | ----- |
| 301  | 266  | 381  | 538  | 738  | 960  | 991  | 1 061 | 1 110 |

| 2022  | - | - | - | - | - | - | - | - |
| ----- | - | - | - | - | - | - | - | - |
| 1 162 | - | - | - | - | - | - | - | - |

## Lieux et monuments
- Fontaine et fours du haut du village
- « Dolmen » sur la route de Paccionitoli, qui n'est pas un monument mégalithique, mais un chaos naturel.
- Église Saint-Gavin de San-Gavino-di-Carbini romane avec un clocher séparé, plus récent. Au début du XXe siècle, le clocher était en fait un arbre, un ormeau, qui portait les cloches. Le bâtiment a été restauré en 2013. Elle est inscrite à l'Inventaire général du patrimoine culturel[22].
- Église de Gualdaricciu.
- sites préhistoriques : Castellu d'Araghju (Araggio), dans la plaine près de Porto-Vecchio. Castellu de Sadise, sur le plateau ouest au-dessus de San-Gavino.
- Cascade de Piscia di Gallo, sur la route Zonza à Porto-Vecchio, quelques kilomètres avant le barrage de l'Ospedale.
- Barrage du Rizzanese, au nord ouest en direction du village de Zoza.

## Activités et services
San-Gavino-di-Carbini dispose, au "village", d'un bureau de Poste, avec distributeur de billets, près de la mairie.
La supérette située à proximité est ouverte toute l'année.
Le camping municipal d'Orra est situé à moins d'un kilomètre du centre. Le village comprend deux restaurants ouverts à l'année, La Piazetta et Un Antru Versu qui propose aussi des chambres d'hôtes.
Le village comporte un garage de réparation automobile et plusieurs exploitations agricoles.
Les sentiers du pays de l'Alta Rocca mènent de San Gavino di Carbini vers Quenza, Carbini, Zonza, Carabona, Levie et la forêt de l'Ospedale.
En juillet et août, sont organisés le grand bal, une course cycliste, le cinéma de plein air.
Le Teatru d'Orra, théâtre en plein air au cœur d'une pinède, inauguré en juillet 2012, reçoit le festival "Arte e Musica" in Alta Rocca

## Personnalités liées à la commune
- Jean Nicoli, instituteur, est né le 4 septembre 1899 à San Gavino di Carbini. Dès l'armistice, il participe à la formation des premiers groupes de résistants à San-Gavino-di-Carbini et Casalabriva. Il adhère au Parti Communiste Français clandestin le 28 décembre 1942. C'est un des dirigeants du Front National. Héros de la Résistance en Corse, il est sauvagement exécuté par les fascistes de l'OVRA (organisation de vigilance et de répression de l'antifascisme), police politique italienne, à Bastia le 30 août 1943. Un monument lui est dédié à l'entrée sud de San-Gavino, à gauche, environ 250 mètres après le cimetière[24].
- Don Jacques Martinetti et Marcel Nicolaï, résistants, mitraillés par les Allemands à l'entrée sud de San-Gavino-di-Carbini : l'endroit de leur exécution est marqué d'une croix en bordure de route à droite à l'entrée sud du village, en face du cimetière communal.
- François-Marie Pietri, militaire de carrière. Né le 2 août 1887 à San-Gavino-di-Carbini, il est l'un des initiateurs de la résistance gaulliste en Corse. Il appelle à former une "légion corse" le 11 juillet 1940. Un maquis est organisé dans le secteur de San-Gavino-di-Carbini. Le 9 septembre 1943, date du soulèvement des patriotes corses, il participe à des engagements dans le sartenais, comme le 11 septembre à l'Ospedale. Lieutenant-colonel des FFI (Forces Françaises de l'Intérieur) à la Libération, Croix de guerre, grand officier de la Légion d'honneur, il meurt le 26 janvier 1961. Une stèle apposée sur sa demeure à la sortie nord du village rappelle l'action de cette personnalité[25].
- Jacques Pietri (21 avril 1936 - 18 décembre 2007 ), chirurgien. Né en Algérie Française de parents originaires de Corse, il travaille toute sa vie sur le continent, mais sa réputation fait vite le tour de l'île. Profondément attaché à ses racines il contribue au développement de l'Alta-Rocca, notamment à la restauration de sites historiques.
- Jean-Camille Pietri (28 mai 1933- 22 novembre 1993), Inspecteur de l'Éducation Nationale, Officier des Palmes Académiques. Il est le  Fondateur de la maison de la Poésie d'Avignon et a côtoyé de grands poètes (Edmond Humeau, Serge Brindeau) avec lesquels il a partagé l'amour de son île et de son village. Poète, peintre, il a laissé plusieurs œuvres qui témoignent de ce profond attachement à ses racines.
- Michel Landi, affichiste de cinéma de renommée mondiale né en 1932, originaire de San Gavino di Carbini, a réalisé plus de 1000 affiches de films comme "il était une fois dans l'Ouest", "jamais plus jamais"[26]...
- Gaëlle Pietri, mannequin[27].